# Mario vs. Donkey Kong: Tipping Stars
Mario vs. Donkey Kong: Tipping Stars (マリオ vs. ドンキーコング みんなでミニランド?, Mario vs. Donkī Kongu minna de minirando) è un videogioco rompicapo, quinto capitolo della serie Mario vs. Donkey Kong, distribuito a marzo 2015 su Nintendo 3DS e Wii U tramite il Nintendo eShop, sviluppato da Nintendo Software Technology e pubblicato da Nintendo. 
Il gioco inoltre, per la prima volta con i giochi pubblicati da Nintendo, l'acquisto del gioco su una delle due piattaforme permette l'acceso anche sull'altra. È anche il primo gioco 3DS compatibile con i timbri Miiverse.